# Porslinslök
Porslinslök (Allium sikkimense) är en växtart i släktet lökar och familjen amaryllisväxter. Arten beskrevs av John Gilbert Baker.

## Utbredning
Porslinslöken växer vilt från centrala Himalaya till centrala och norra Kina. Den odlas även som prydnads- och medicinalväxt i andra delar av världen.